# Medusa (volcan)
Pour les articles homonymes, voir Medusa.
Le Medusa est un stratovolcan peu connu considéré comme éteint actuellement, situé à la frontière entre le Chili (troisième région d'Atacama) et l'Argentine (province de Catamarca - département de Tinogasta). Il culmine à 6 121 mètres.

## Géographie
Le Medusa se dresse dans un paysage presque lunaire, entre quatre grands massifs volcaniques : El Muerto au nord à moins de dix kilomètres, le Nevado Ojos del Salado au nord-ouest à quelque six kilomètres, le massif du Nacimientos (Walter Penck I) à quelque 12 kilomètres au sud-ouest et le groupe des deux volcans Gendarme Argentino I et Gendarme Argentino II à huit kilomètres au sud-sud-est. Au nord-est enfin, se trouvent d'abord le Nevado et le Negro, puis El Fraile plus éloigné.
Il est donc très proche du gros massif volcanique du Nevado Ojos del Salado, plus précisément à moins de six kilomètres au sud-est de ce dernier. Il n'appartient cependant pas à ce massif et constitue un appareil tout à fait distinct.
Son cône, qui s'élève à une altitude de 6 121 mètres, parmi les plus hauts volcans du monde, est surmonté d'un cratère presque parfait de 370 mètres de diamètre.

## Tourisme
Enserré par des voisins plus géants que lui, il se trouve dans une zone très difficile d'accès et est peu connu de ce fait. La route nationale 60 qui franchit le Paso de San Francisco est assez éloignée de lui. Étant donné les conditions très dures du milieu et le faible équipement touristique de la zone, peu nombreux sont ceux qui désirent l'explorer.